# 7月28日
7月28日（しちがつにじゅうはちにち）は、グレゴリオ暦で年始から209日目（閏年では210日目）にあたり、年末まであと156日ある。

## できごと

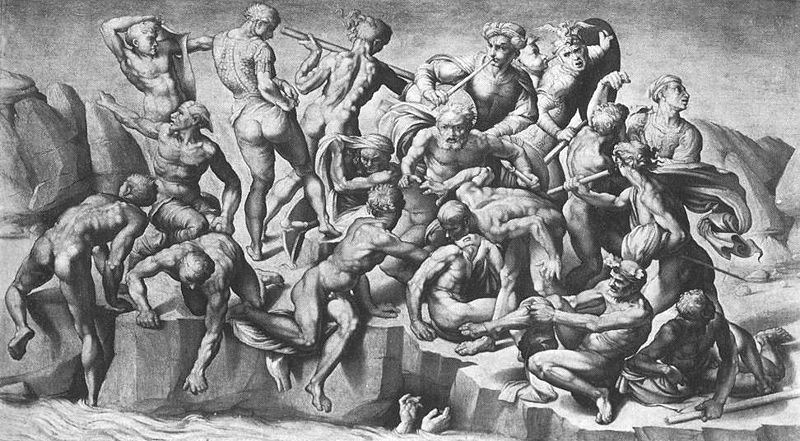
カッシナの戦い（1364）フィレンツェがピサを敗る。

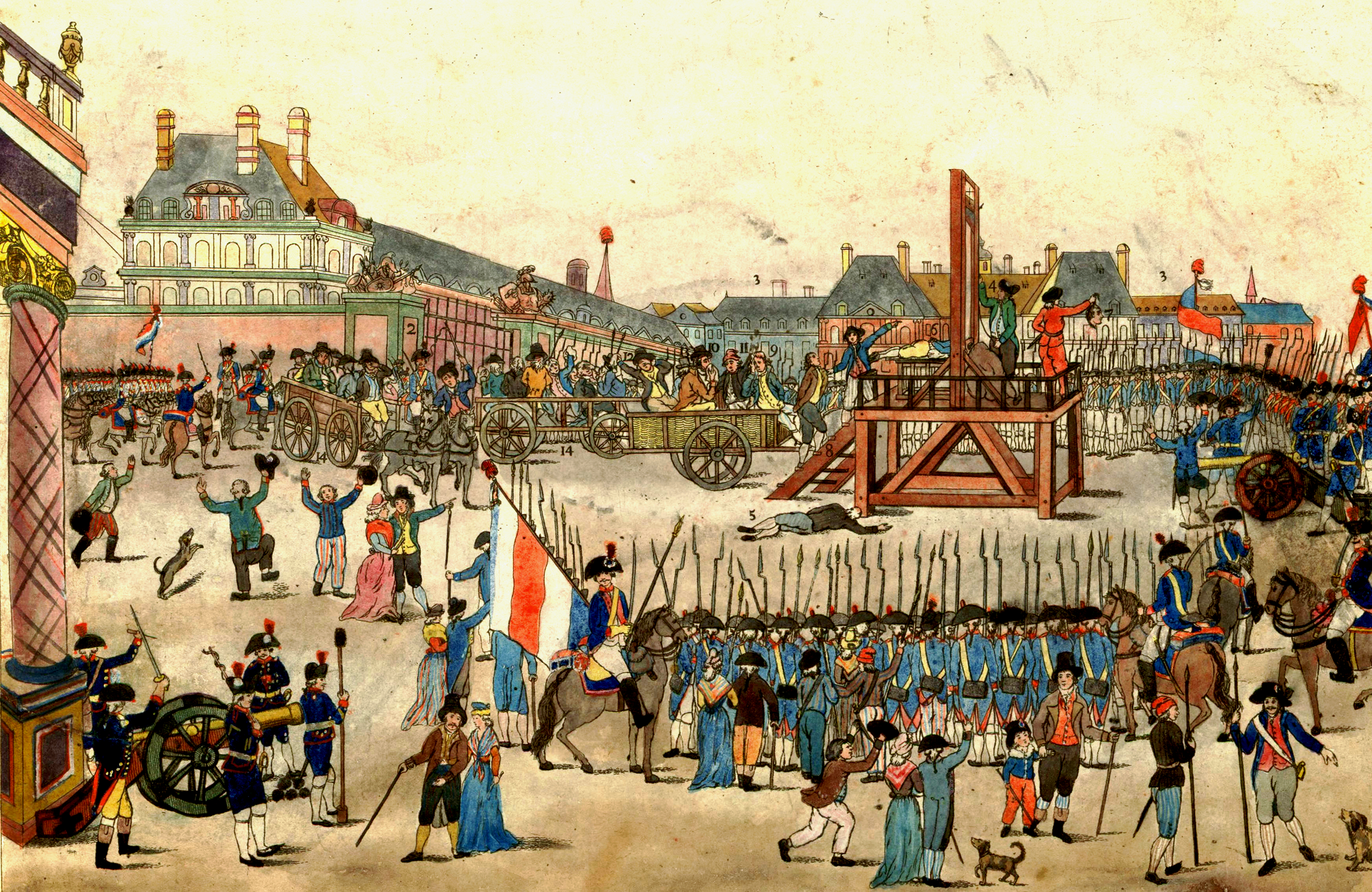
テルミドール9日のクーデターによ30日までに104名が処刑される(1794)

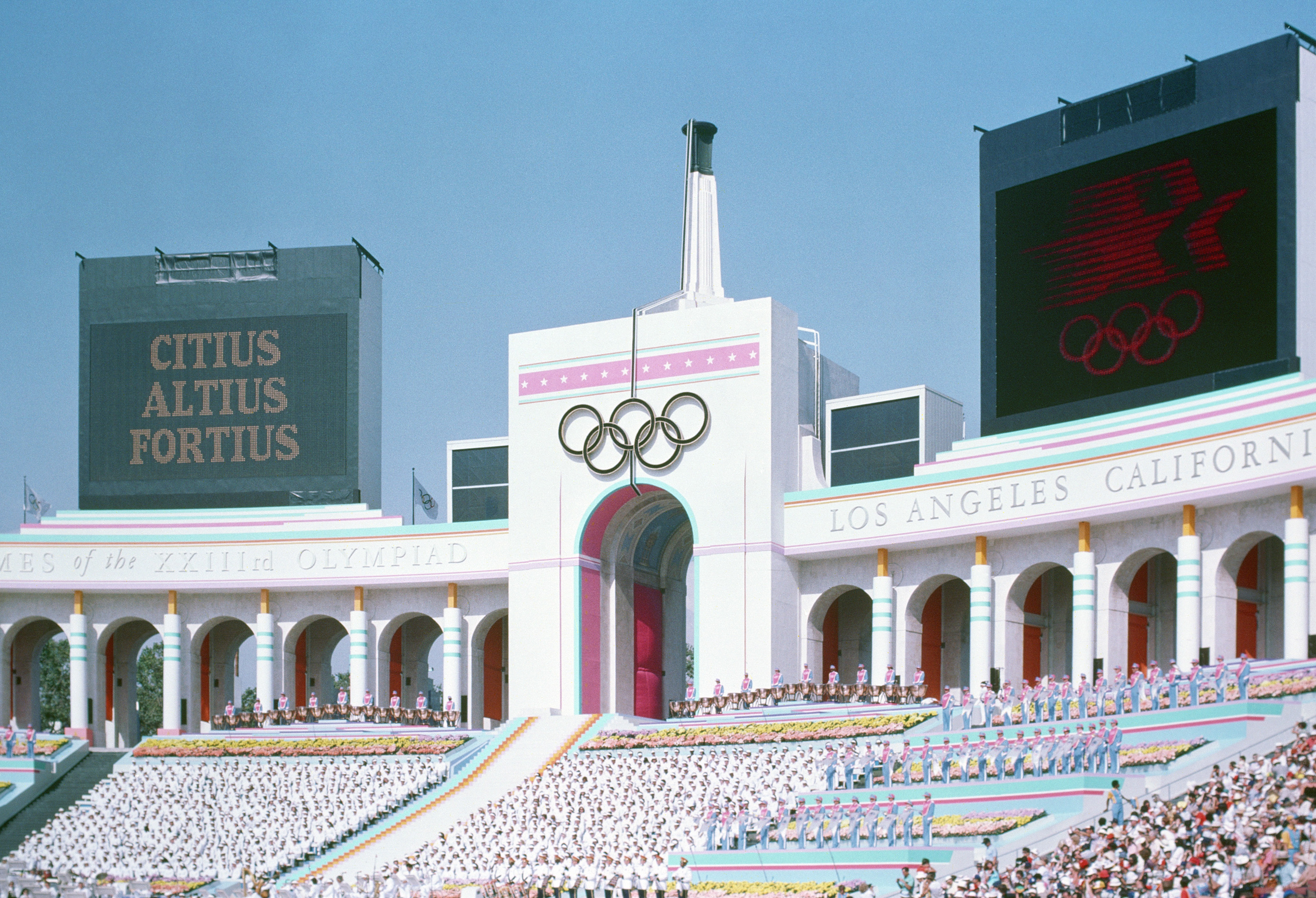
ロサンゼルスオリンピック開幕(1984)

- 1364年 - カッシナの戦い。
- 1493年 - アルバート通りのセントニコラウス教会から火災が発生。モスクワの街全体に広がる大火災になった。
- 1508年（永正5年7月1日） - 室町幕府第10代将軍だった足利義尹（後の義稙）が第12代将軍に復帰。
- 1540年 - イングランド王ヘンリー8世のかつての側近トマス・クロムウェルが処刑される。同日、ヘンリー8世は5番目の妻キャサリン・ハワードと結婚。
- 1589年（天正17年6月16日） - 上杉景勝の侵攻により佐渡国羽茂城が落城。鎌倉時代以来の佐渡本間氏の統治が終わり、上杉領となる。
- 1794年（フランス革命暦II年テルミドール10日） - フランス革命: 前日のテルミドールのクーデターで失脚したジャコバン派メンバーに死刑判決が下され、同日のうちにロベスピエールら22人が処刑される。
- 1809年 - 半島戦争: タラベラの戦い（英語版）。
- 1821年 - ホセ・デ・サン＝マルティンがペルーのスペインからの独立を宣言。（ペルーの独立記念日）
- 1873年 - 明治政府が地租改正法と地租改正条例を公布。年貢・田租に代わる地価の3%の地租を定める。
- 1877年 - 英国の冶金技師ウィリアム・ガウランドが、外国人として初めて槍ヶ岳に登頂。登頂記録を雑誌で紹介する際「Japan alps」という表現を使い、今日の「日本アルプス」の語源になった。
- 1883年 - 日本鉄道・上野 - 熊谷（現在の東北本線・高崎線）が開業。日本初の私設鉄道。
- 1889年 - 熊本市の西を震源とする熊本地震。死者20人。
- 1914年 - 第一次世界大戦: オーストリア＝ハンガリー帝国がセルビアに宣戦布告。世界の多数の国が参戦する「第一次世界大戦」に発展。
- 1935年 - B-17爆撃機が初飛行。
- 1941年 - 仏印進駐: 日本軍が南部仏印への進駐を開始。
- 1942年 - 第二次世界大戦: ヨシフ・スターリンが敵前逃亡を禁止するソ連国防人民委員令第227号を発令。
- 1942年 - 金鵄（タバコ）のバラ売りが始まる。戦時中の混乱にあって、包装用箱が製造できなくなったため[1]。
- 1945年 - 第二次世界大戦: 日本の鈴木貫太郎首相が、ポツダム宣言を「黙殺」し戦争を継続することを表明。
- 1945年 - エンパイアステートビルにB-25爆撃機が激突。乗員3人を含む14人死亡。
- 1945年 - 第二次世界大戦・日本本土空襲: 青森大空襲。
- 1945年 - 第二次世界大戦・日本本土空襲: 大山口列車空襲。
- 1945年 - 第二次世界大戦・日本本土空襲: 呉軍港空襲。24日分と合わせ、燃料不足により停泊していた多くの艦が大破・着底する。
- 1946年 - 名古屋刑務所豊橋刑務支所から受刑者13人が逃走[2]。
- 1947年 - 滝沢修・宇野重吉らが民衆芸術劇場（第一次民藝）を結成。
- 1949年 - 翌日にかけてヘスター台風が三重県に接近、上陸。集中豪雨により死者・行方不明者45人、全壊家屋55戸、床上浸水1967戸[3]。
- 1950年 - 報道機関でレッドパージが始まる。初日だけでも朝日新聞社72人、毎日新聞社49人、読売新聞社34人、日本経済新聞社10人、東京新聞社8人、日本放送協会104人、時事通信社16人、共同通信社33人が解雇[4]。
- 1955年 - 三重県津市中河原海岸にて、水泳訓練中の津市立橋北中学校生徒が遭難する水難事故が発生（橋北中学校水難事件）。女子生徒36名が死亡。
- 1965年 - ベトナム戦争: 米大統領リンドン・ジョンソンが、海兵隊のほかに陸軍もベトナムに派遣すると発表。
- 1973年 - スカイラブ計画: 有人宇宙船「スカイラブ3号」打上げ。宇宙ステーション「スカイラブ」に滞在する宇宙飛行士を送る。
- 1974年 - 新潟焼山が噴火。噴石により火口周辺に野営中の千葉大学の学生3名が死亡した[5]。
- 1974年 - 冨士大石寺顕正会が明治公園で「立正安国野外集会」を行う。3,000人が参加し、創価文化会館（創価学会本部）までデモ行進。
- 1976年 - 中国河北省でMw7.5-7.8の唐山地震発生。死者24万名以上、住宅全壊率94%の被害。
- 1978年 - 第1回全日本女子柔道体重別選手権大会開催[6]。
- 1984年 - 第23回夏季オリンピック・ロサンゼルス大会開幕。8月12日まで。
- 1989年 - イランの大統領選でハーシェミー・ラフサンジャーニーが投票総数の95%を集めて当選。
- 1990年 - アルベルト・フジモリがペルーの大統領に就任。
- 1992年 - 5月に亡くなった漫画家・長谷川町子に国民栄誉賞を授与。
- 1993年 - アンドラが国際連合に加盟[7]。
- 1996年 - アメリカ合衆国ワシントン州で古人類ケネウィック人の骨を発見。
- 2000年 - 四国縦貫自動車道（徳島市 - 大洲市）が全線開通。
- 2005年 - IRA暫定派が全ての武装活動の停止を宣言。
- 2008年 - 兵庫県神戸市の都賀川が局地的豪雨により水位が急上昇（都賀川水難事故）。5人が死亡。
- 2008年 - イラクの首都バグダッド中心部で、女性3人による連続自爆テロ発生。
- 2010年 - 前年8月の総選挙による民主党への政権交代後初めてとなる死刑の執行。東京拘置所の2名の死刑囚に対して執行。千葉景子法務大臣の署名によるもの。
- 2010年 - 広島小1女児殺害事件の差し戻し控訴審判決。無期懲役とした第一審判決を支持。その後、検察側も被告人側も上告をせず、判決が確定。
- 2013年 - 松井秀喜の引退式が、ヤンキースタジアムの「ヤンキースVSレイズ」の試合前に行われた。
- 2013年 - 平成25年7月28日の島根県と山口県の大雨。山口県と島根県の県境で大雨が降り、死者・行方不明者4名を出した。
- 2019年 - ヨーロッパ一帯が熱波に襲われる。
- 2020年 - マレーシアの政府系ファンド「1MDB」をめぐる巨額の資金流用事件で、ナジブ元首相が、7つの罪について、禁錮12年、罰金2億1千万リンギ（約52億円）の有罪判決を言い渡される。マレーシアの首相経験者が有罪判決を受けるのは初めて[8]。
- 2023年 - 関西電力が、運転開始から48年が経過し、国内で最も古い福井県高浜町の高浜原発1号機を、12年ぶりに再稼働させた[9]。

## 誕生日

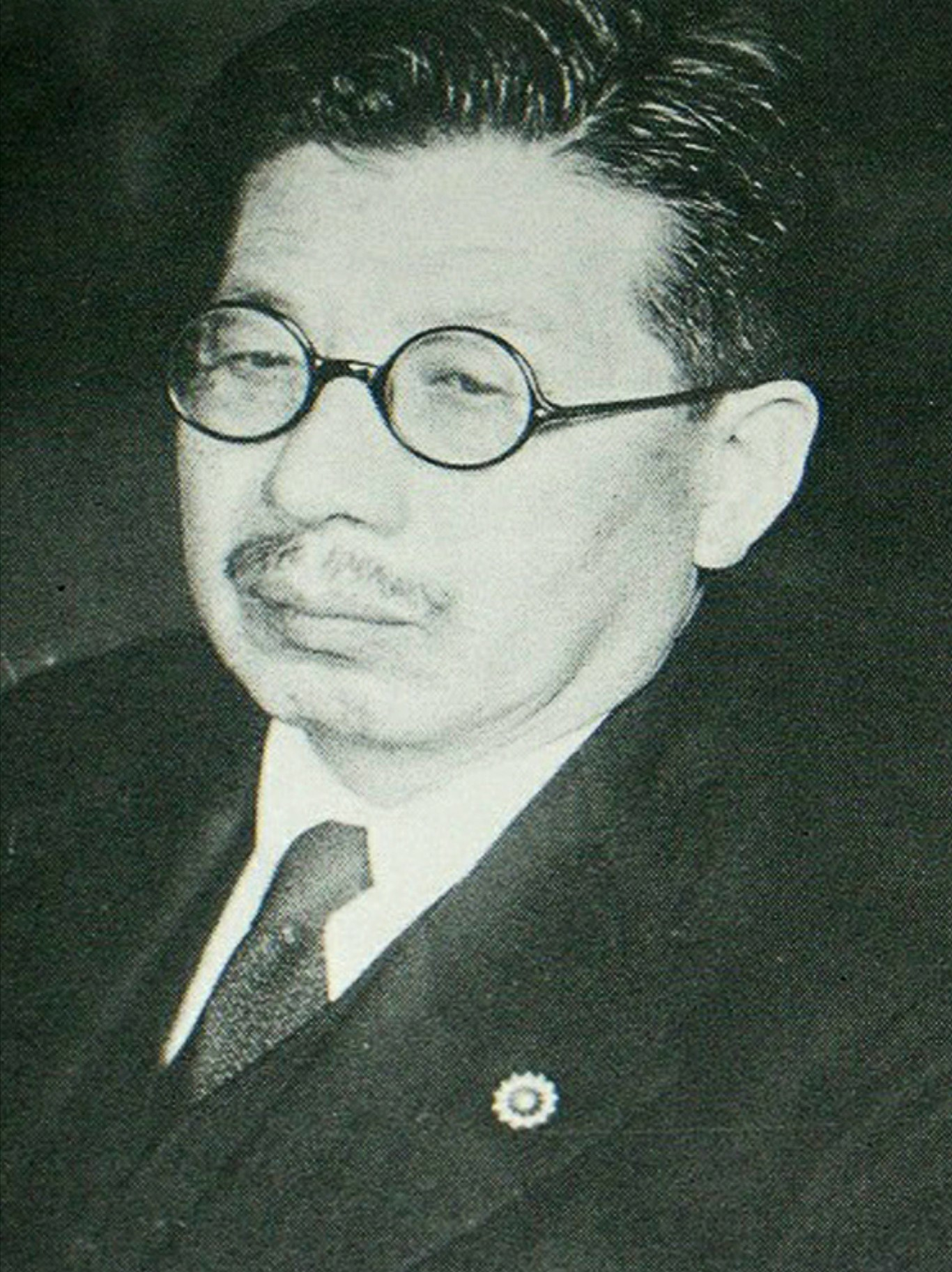
第46代日本国内閣総理大臣、片山哲(1887-1978)

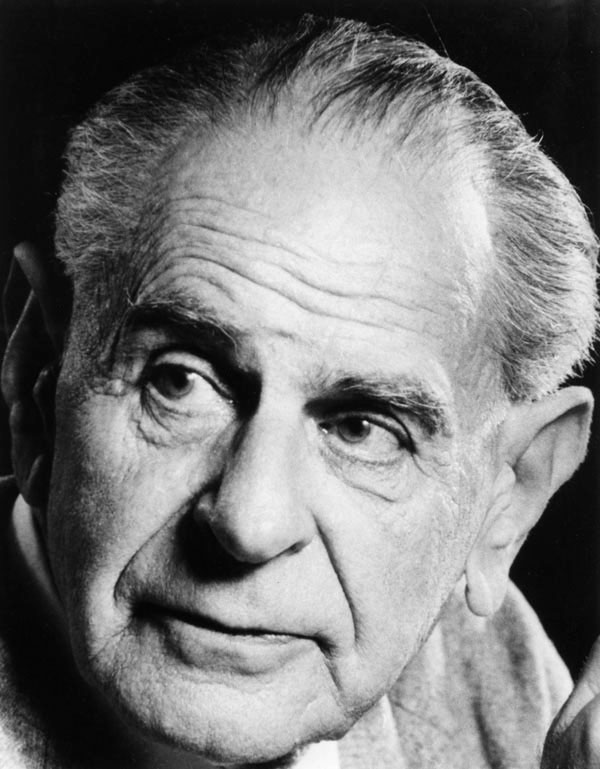
反証主義の哲学者、カール・ポパー(1902-1994)

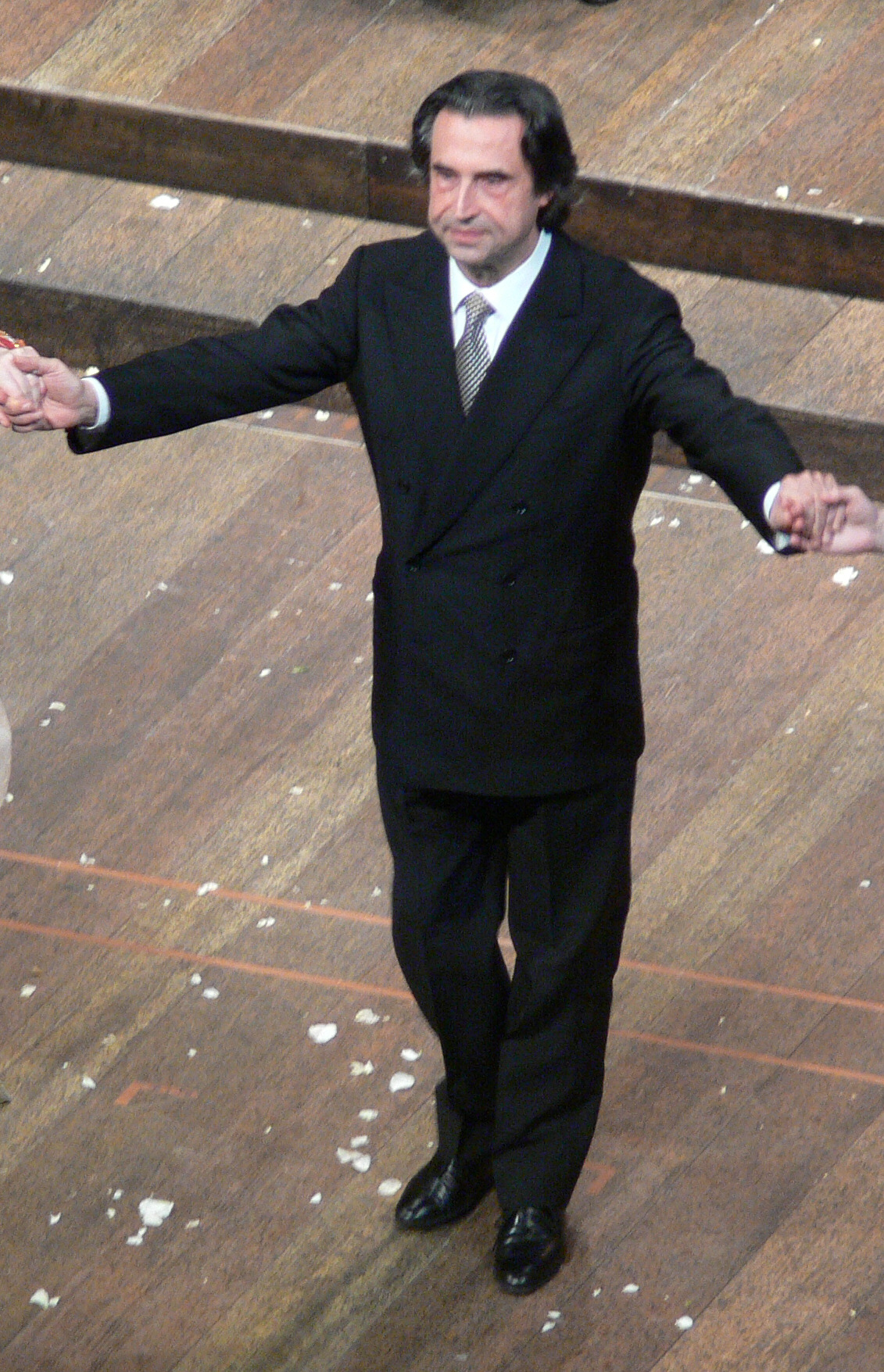
指揮者リッカルド・ムーティ(1941-)

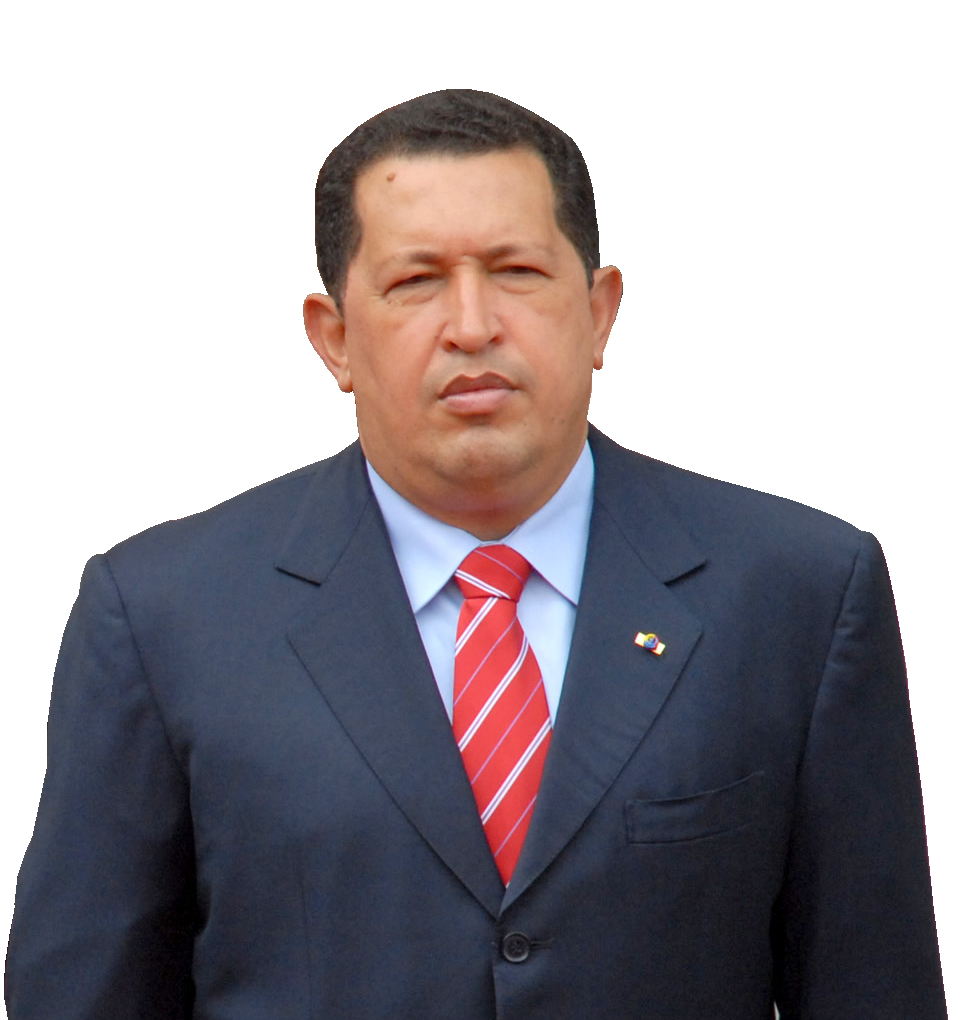
ベネズエラ第53代大統領、ウゴ・チャベス(1954-2013)

- 1165年 - イブン・アラビー、イスラム思想家（+ 1240年）
- 1609年 - ユディト・レイステル、画家（+ 1660年）
- 1692年（元禄5年6月15日） - 大久保忠方、小田原藩主（+ 1732年）
- 1710年（宝永7年7月3日） - 大久保忠胤、烏山藩主（+ 1779年）
- 1728年（享保13年6月22日） - 近衛内前、公卿 （+ 1785年）
- 1745年（延享2年6月29日） - 小笠原長為、安志藩主（+ 1782年）
- 1751年 - ジョセフ・ハーバーシャム、第6代アメリカ合衆国郵政長官（+ 1815年）
- 1757年（宝暦7年6月13日） - 松平定国、松山藩主（+ 1804年）
- 1804年 - ルートヴィヒ・アンドレアス・フォイエルバッハ、青年ヘーゲル派の哲学者（+ 1872年）
- 1819年 - カルロッタ・グリジ、バレエダンサー（+ 1899年）
- 1827年（文政10年閏6月5日） - 松平慶倫、津山藩主（+ 1871年）
- 1836年（天保7年6月15日） - 徳川慶臧、尾張藩主（+ 1849年）
- 1844年 - ジェラード・マンリ・ホプキンス、詩人、聖職者（+ 1889年）
- 1848年（嘉永元年6月28日） - 稲葉正善、館山藩主・子爵（+ 1902年）
- 1856年（安政3年6月27日） - 前田利同、富山藩主・伯爵（+ 1921年）
- 1866年 - ビアトリクス・ポター、作家（+ 1943年）
- 1867年 - チャールズ・パーライン、天文学者（+ 1951年）
- 1874年 - エルンスト・カッシーラー、哲学者（+ 1945年）
- 1880年 - 大原孫三郎、実業家、倉敷紡績・倉敷毛織（現クラボウ）、倉敷絹織（現クラレ）、中国合同銀行（現中国銀行）、中国水力電気会社（現中国電力）元社長（+ 1943年）
- 1881年 - レオン・スピリアールト、画家（+ 1946年）
- 1887年 - 片山哲、第46代内閣総理大臣（+ 1978年）
- 1887年 - マルセル・デュシャン、芸術家（+ 1968年）
- 1890年 - 松内則三、アナウンサー（+ 1972年）
- 1896年 - 犬養健、政治家（+ 1960年）
- 1897年 - 是川銀蔵、投資家（+ 1992年）
- 1900年 - 田原春次、政治家、部落解放運動家（+ 1973年）
- 1901年 - 伊藤公平、歌人、随筆家、小説家、作詞家（+ 1984年）
- 1902年 - カール・ポパー、哲学者（+ 1994年）
- 1904年 - 蓮田善明、国文学者（+ 1945年）
- 1904年 - パーヴェル・チェレンコフ、物理学者（+ 1990年）
- 1906年 - 木俣修、歌人（+ 1983年）
- 1910年 - 今日泊亜蘭、小説家（+ 2008年）
- 1912年 - 早川清、実業家・早川書房創業者（+ 1993年）
- 1914年 - 山口利夫、柔道家、プロレスラー（+ 1986年）
- 1915年 - チャールズ・タウンズ、物理学者（+ 2015年）
- 1916年 - デイヴィッド・ブラウン、映画プロデューサー（+ 2010年）
- 1919年 - 長洲一二、政治家、経済学者（+ 1999年）
- 1921年 - 高橋富雄、日本史学者、東北大学名誉教授（+ 2013年）
- 1921年 - 三雲四郎、ジャーナリスト、産業経済新聞社論説委員長（+ 2007年）
- 1922年 - 内田健三、政治評論家、政治ジャーナリスト、元共同通信社論説委員長（+ 2010年）
- 1922年 - ジャック・ピカール、海洋学者（+ 2008年）
- 1922年 - 波多野一郎、哲学者、思想家（+ 1969年）
- 1923年 - 渡辺美智雄、政治家（+ 1995年）
- 1925年 - 志賀一夫、政治家（+ 2015年）
- 1925年 - バルーク・サミュエル・ブランバーグ、医学者（+ 2011年）
- 1925年 - 高橋直、調教師、騎手（+ 2007年）
- 1926年 - 木庭教、プロ野球スカウト（+ 2008年）
- 1929年 - 笹原正三、レスリング選手、1956年メルボルン五輪金メダリスト（+ 2023年）
- 1929年 - ジャクリーン・ケネディ・オナシス、アメリカ合衆国のファーストレディ（+ 1994年）
- 1930年 - 八浪知行、元プロ野球選手（+ 2017年）
- 1932年 - 諸橋廷蔵、実業家、ゼビオホールディングスの創業者（+ 2003年）
- 1933年 - 小田晋、医学者、精神科医（+ 2013年）
- 1934年 - 小山正明、元プロ野球選手（+ 2025年）
- 1934年 - ラウ・カーリョン、映画監督（+ 2013年）
- 1935年 - 富岡多恵子、詩人、小説家（+ 2023年）
- 1937年 - 伊藤光四郎、元プロ野球選手（+ 2011年）
- 1938年 - マッド・アマノ、グラフィックデザイナー
- 1938年 - 小笠原日出男、経営者、元UFJホールディングス社長
- 1938年 - ルイス・アラゴネス、元サッカー選手、指導者（+ 2014年）
- 1940年 - 別部捷夫、元プロ野球選手
- 1941年 - リッカルド・ムーティ、指揮者
- 1942年 - 堤剛、チェロ奏者
- 1943年 - 白川隆三、実業家、音楽ディレクター、映画プロデューサー、アニメプロデューサー
- 1943年 - ビル・ブラッドリー、バスケットボール選手、政治家
- 1943年 - リチャード・ライト、ミュージシャン（ピンク・フロイド）（+ 2008年）
- 1943年 - マイク・ブルームフィールド、ブルース・ミュージシャン（+ 1981年）
- 1944年 - 渡瀬恒彦、俳優（+ 2017年）
- 1945年 - セルジオ越後、元サッカー選手
- 1946年 - 竹山洋、脚本家（+ 2023年）
- 1947年 - 原田治明、元プロ野球選手
- 1948年 - 大瀧詠一、シンガーソングライター（+ 2013年）
- 1948年 - 阿部幸代、政治家
- 1948年 - 小池光典、彫刻家
- 1948年 - ジェイ・ハンフリー、フィギュアスケート選手
- 1948年 - ヘルベルト・ヘンク、ピアニスト（+ 2025年）
- 1949年 - 石橋達朗、医学者、第24代九州大学総長
- 1949年 - ヴァイダ・ブルー、元プロ野球選手（+ 2023年）
- 1951年 - 野元英俊、ベーシスト（元クリスタルキング）
- 1951年 - 三好隆、プロゴルファー
- 1951年 - サンティアゴ・カラトラバ、構造家、建築家
- 1952年 - 小川精一、元プロ野球選手
- 1952年 - ラーマ10世、タイ国王
- 1952年 - 山本浩二、元バスケットボール選手、指導者（+ 2001年）
- 1953年 - 大﨑洋、実業家
- 1953年 - 嘉堂信雄、騎手
- 1954年 - ウゴ・チャベス、政治家、ベネズエラ大統領（+ 2013年）
- 1954年 - ゲルト・ファルティングス、数学者
- 1954年 - 小林万里子、シンガーソングライター
- 1955年 - 永島暎子、女優
- 1955年 - 福島秀喜、元プロ野球選手
- 1956年 - ロミー・ケルマー、フィギュアスケート選手
- 1958年 - サエキけんぞう、ミュージシャン
- 1960年 - 岩明均、漫画家
- 1960年 - 高橋陽一、漫画家
- 1961年 - ヤニック・ダルマス、元F1ドライバー
- 1961年 - 桂銀淑（ケイ・ウンスク）、歌手
- 1962年 - 若瀬川剛充、元大相撲力士
- 1963年 - 竹内英孝、映画監督
- 1963年 - ライオネス飛鳥、タレント、元プロレスラー
- 1964年 - 真殿光昭、声優
- 1964年 - 西脇辰弥、作曲家
- 1964年 - 阿波野秀幸、元プロ野球選手
- 1964年 - ロリ・ローリン、女優
- 1964年 - ボブ・ミラッキ、元プロ野球選手
- 1965年 - 前田俊郎、元プロ野球選手
- 1966年 - スガシカオ、シンガーソングライター
- 1966年 - グジェゴシュ・フィリポフスキ、フィギュアスケート選手
- 1966年 - マリナ・クリモワ、フィギュアスケート選手
- 1967年 - 藤生ゆかり、シンガーソングライター
- 1967年 - 高田聖子、女優
- 1969年 - マイク・ベルナルド、キックボクサー、K-1選手（+ 2012年）
- 1969年 - ブライアン・ジョンストン、総合格闘家、プロレスラー
- 1970年 - マイケル・アモット、ギタリスト（アーチ・エネミー）
- 1970年 - イザベル・ブラスール、フィギュアスケート選手
- 1970年 - 出羽嵐大輔、元大相撲力士（+ 2010年）
- 1971年 - 戸本誠、素粒子物理学者
- 1971年 - アブー・バクル・アル＝バグダーディー、サラフィー・ジハード主義組織ISILの指導者（+ 2019年）
- 1972年 - エリザベス・バークレー、女優
- 1973年 - 高橋百合子、重量挙げ選手
- 1974年 - 知念かおり、囲碁棋士
- 1974年 - 岡本竜汰、元俳優
- 1975年 - 畑山隆則、元プロボクサー
- 1975年 - レオノール・ワトリング、女優
- 1975年 - 小室友里、元AV女優、タレント
- 1977年 - 雅山哲士、元大相撲力士、年寄14代二子山
- 1977年 - エマニュエル・ジノビリ、バスケットボール選手
- 1978年 - 徳重聡、俳優
- 1978年 - 森野将彦、元プロ野球選手
- 1978年 - 矢井田瞳、シンガーソングライター
- 1979年 - 益子梨恵、女優
- 1979年 - 菅谷豊、作曲家
- 1979年 - 衣川隆夫、元野球選手
- 1979年 - 友成由紀、元アナウンサー
- 1980年 - 鈴木麻里、タレント、モデル、女優
- 1980年 - 加藤達也、作曲家、編曲家
- 1980年 - 根本はるみ、元タレント
- 1981年 - ヨアンドリ・ウルヘジェス、野球選手
- 1981年 - マイケル・キャリック、元サッカー選手
- 1981年 - 大和田真史、元サッカー選手
- 1981年 - 福永ちな、グラビアアイドル
- 1981年 - ヴァンサン・レステンクール、フィギュアスケート選手
- 1982年 - 亀井善行、元プロ野球選手
- 1982年 - 町豪将、元プロ野球選手
- 1982年 - 田中彰孝、ミュージカル俳優
- 1982年 - 佐々木義人、声優
- 1983年 - 岡本直也、元プロ野球選手
- 1983年 - 山本歩、元プロ野球選手
- 1983年 - コディ・ヘイ、フィギュアスケート選手
- 1984年 - 北川友紀、シンガーソングライター
- 1984年 - ハジメ、お笑い芸人（フォーリンラブ）
- 1984年 - 阿南徹、元プロ野球選手
- 1984年 - アレクサンドル・グラチェフ、フィギュアスケート選手
- 1985年 - モニカ・アボット、ソフトボール選手
- 1985年 - ヘンリー・ソーサ、プロ野球選手
- 1985年 - 鎌田次郎、サッカー選手
- 1985年 - 優理、シンガーソングライター
- 1986年 - 神園さやか、歌手
- 1986年 - ダリン・ラフ、プロ野球選手
- 1987年 - ペドロ・ロドリゲス・レデスマ、サッカー選手
- 1987年 - 山下萌梨、タレント
- 1987年 - 純恋、ファッションモデル（+ 2009年）
- 1988年 - 仲村宗悟、声優
- 1988年 - 加藤奈月、競艇選手
- 1988年 - 許斌姝、フィギュアスケート選手
- 1989年 - MoeMi、声優
- 1989年 - 浦部陽介、シンガーソングライター、ラジオパーソナリティ
- 1989年 - 岩上祐三、サッカー選手
- 1990年 - 和田拓也、サッカー選手
- 1990年 - ソウルジャ・ボーイ・テレム、ラッパー
- 1991年 - 逢沢りな、女優、タレント
- 1991年 - 池澤あやか、タレント
- 1991年 - 世古和、陸上競技選手
- 1992年 - 小松原美里、フィギュアスケート選手
- 1992年 - アンジェラ・マクスウェル、フィギュアスケート選手
- 1993年 - 末吉9太郎、アイドル（CUBERS）
- 1993年 - 菅谷哲也、俳優、タレント
- 1993年 - ハリー・ケイン、サッカー選手
- 1994年 - チェ・ヒョジョン 、アイドル（OH MY GIRL）
- 1994年 - ウォーカー・ビューラー、プロ野球選手
- 1995年 - ポリーナ・シェレペン、フィギュアスケート選手
- 1995年 - 谷まりあ、タレント、モデル
- 1996年 - 澤田美晴、声優
- 1996年 - ジェル、歌手、YouTuber（すとぷり）
- 1996年 - 佐々木渉、サッカー選手
- 1997年 - 速水隆成、元プロ野球選手
- 1998年 - 中村歩加、タレント（元NGT48）、YouTuber
- 1998年 - 橋本萌花、グラビアアイドル、モデル、タレント、YouTuber
- 1998年 - 浜本由惟、卓球選手、モデル
- 1998年 - サム・サリッジ、サッカー選手
- 1998年 - ネリー・コルダ、プロゴルファー
- 1999年 - 志田彩良[10]、モデル、女優
- 2000年 - エミール・スミス・ロウ、サッカー選手
- 2000年 - 中村敬斗、サッカー選手
- 2000年 - 政田夢乃、プロゴルファー
- 2001年 - 加藤夏歌、モデル、YouTuber
- 2002年 - 石浜芽衣、アイドル（虹のコンキスタドール）
- 生年不詳 - 羽織夕夏、女優、元宝塚歌劇団雪組娘役
- 生年不詳 - NOW EMPiRE、アイドル（EMPiRE）
- 生年不詳 - 七野うみ、声優、ナレーター
- 生年不詳 - 中村尚子、声優、ナレーター
- 生年不詳 - 鈴木猛、イラストレーター、漫画家

## 忌日

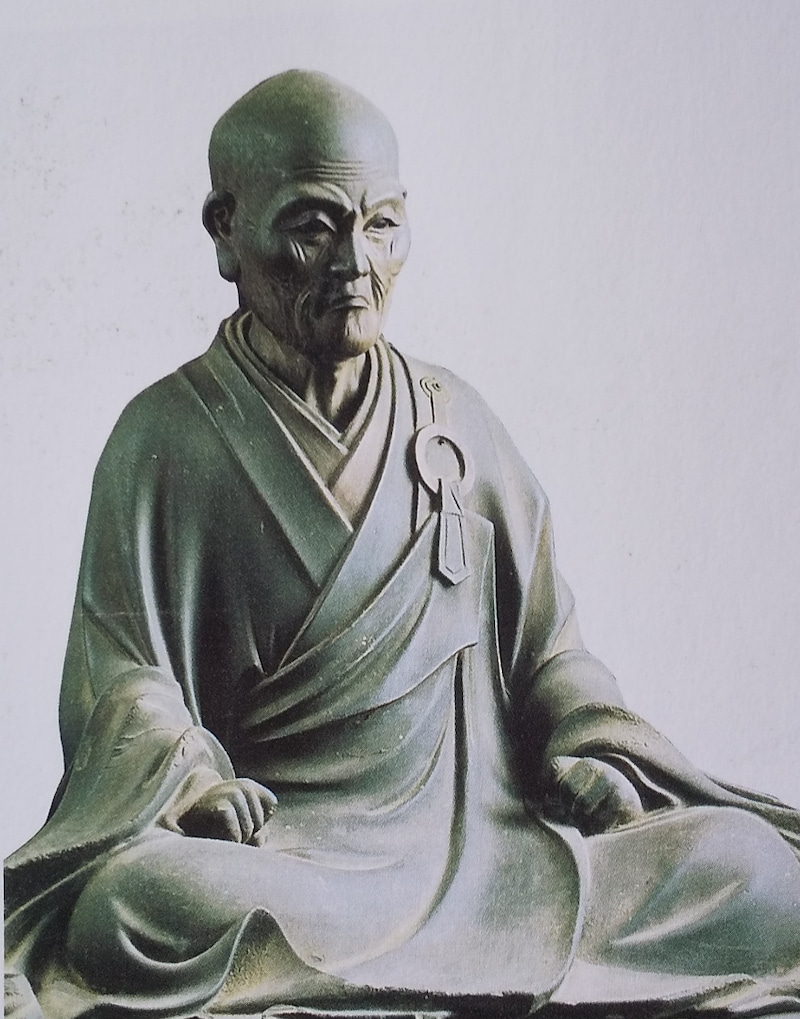
曹洞宗僧侶、鈴木正三(1579-1655)没。武士から出家し、石平山恩真寺を創建した。

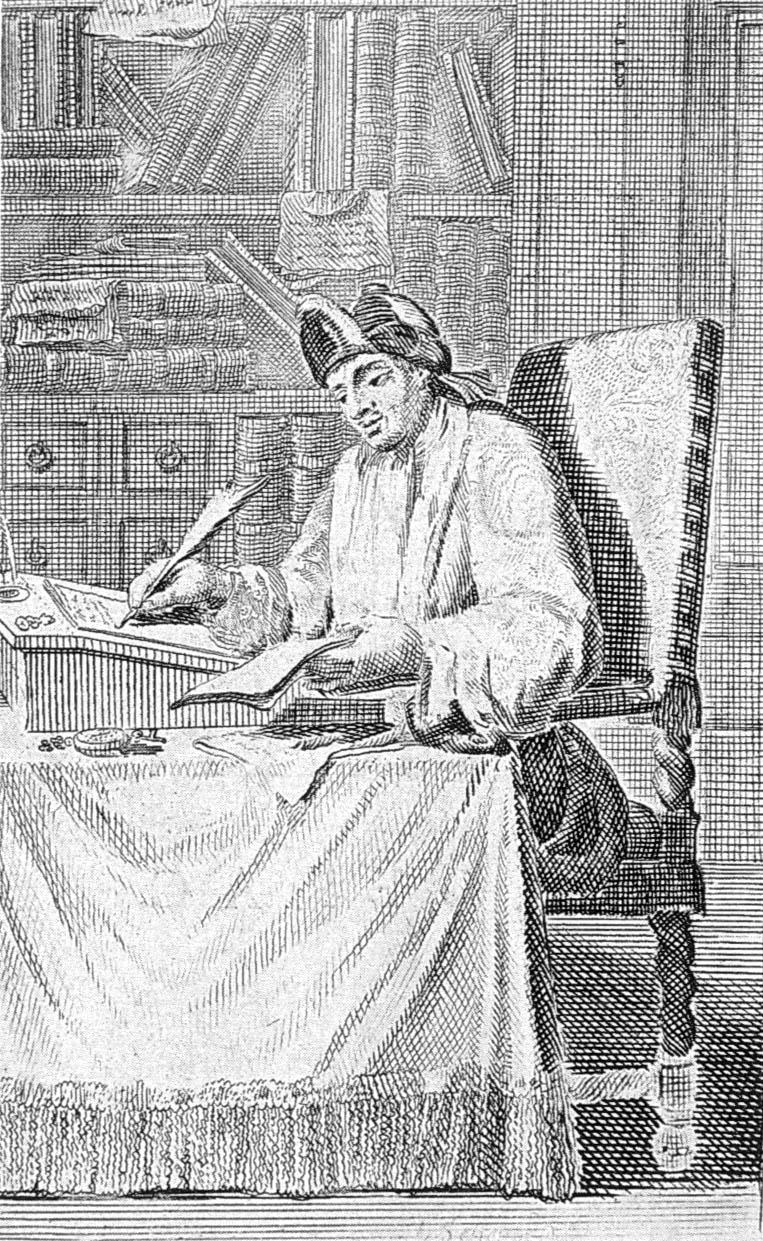
作家シラノ・ド・ベルジュラック(1619-1655)没。

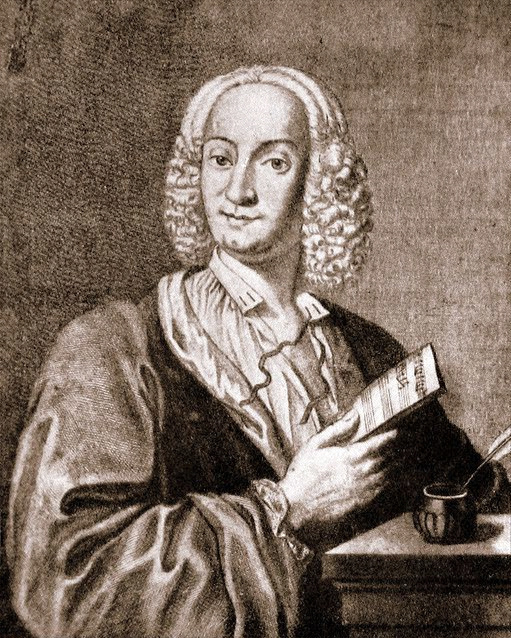
作曲家アントニオ・ヴィヴァルディ(1678-1741)没。

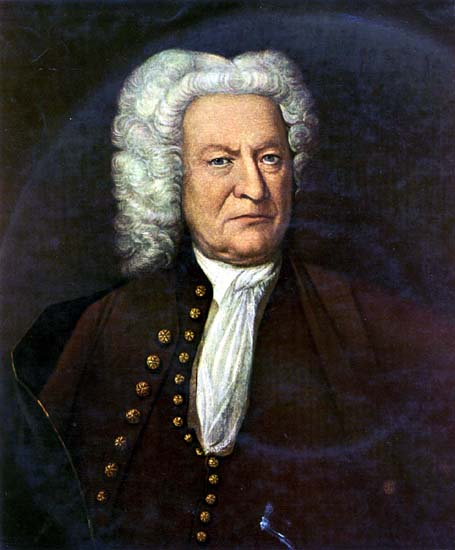
作曲家「音楽の父」ヨハン・ゼバスティアン・バッハ(1685-1750)没。

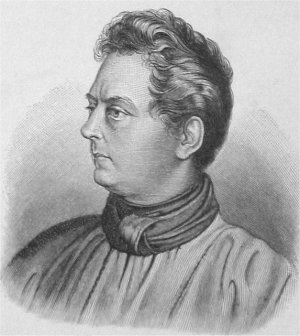
詩人クレメンス・ブレンターノ(1778-1842)没。

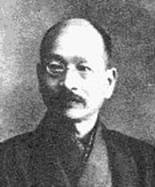
ジャーナリスト宮武外骨(1867-1955)没。

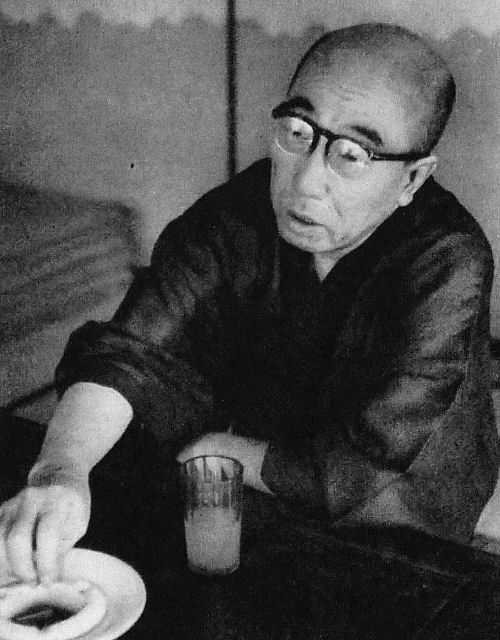
作家江戸川乱歩(1894-1965)没。

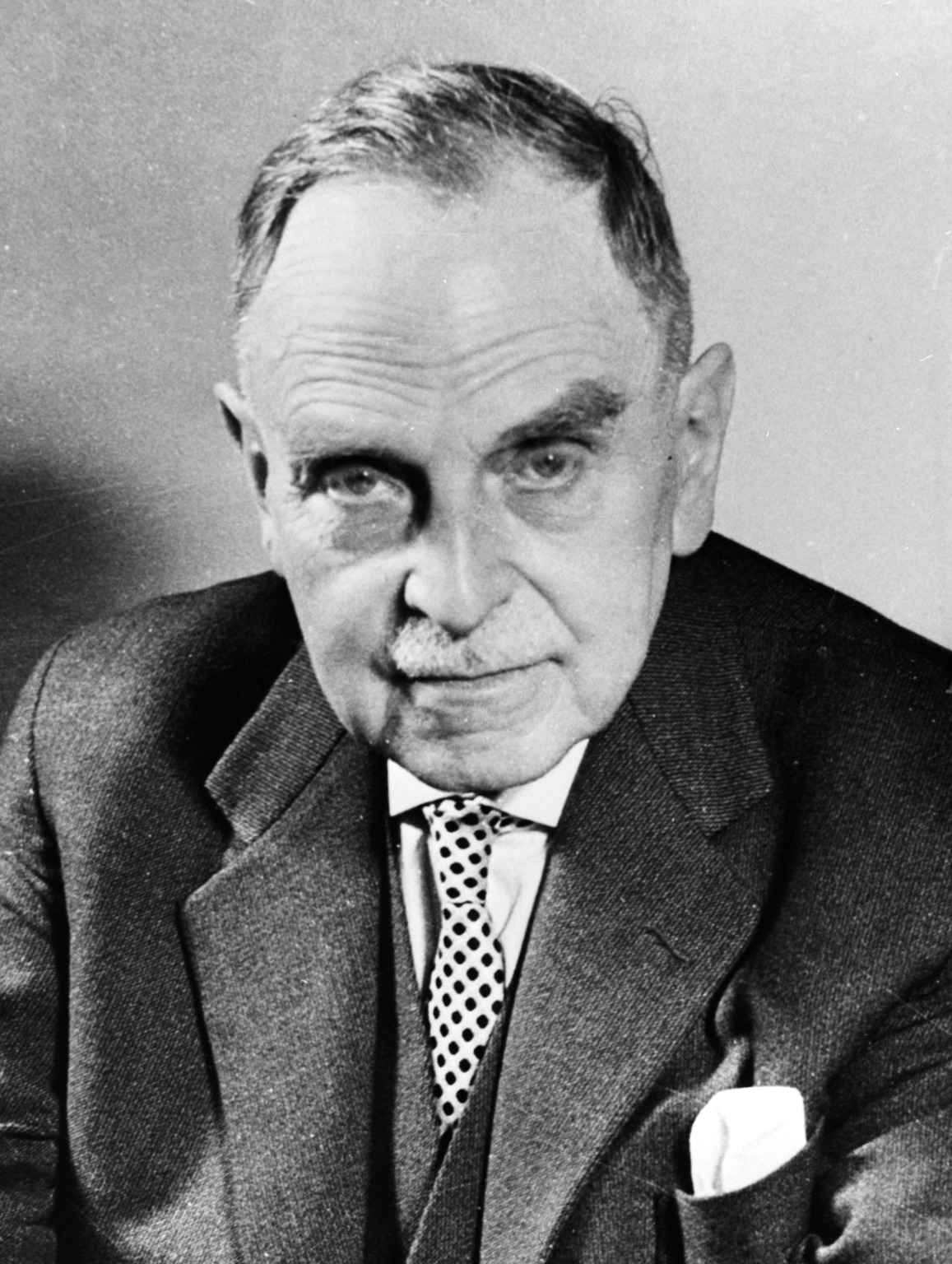
化学者・物理学者オットー・ハーン(1879-1968)没。

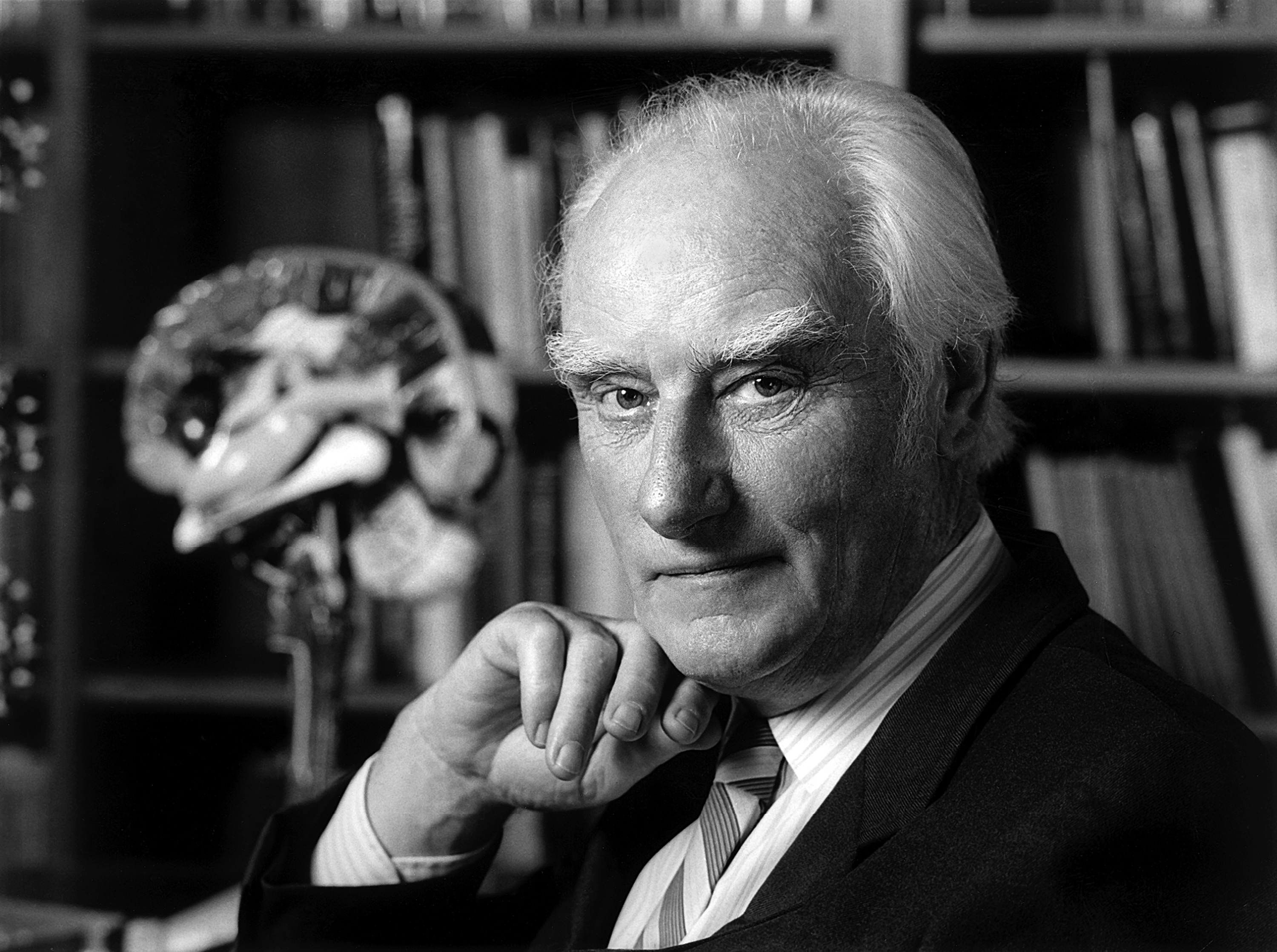
生物学者フランシス・クリック(1916-2004)没。

### 人物
- 450年 - テオドシウス2世、東ローマ皇帝（* 401年）
- 1540年 - トマス・クロムウェル、イングランドの政治家（* 1485年）
- 1547年（天文16年7月12日） - 千葉利胤、下総国の戦国大名（* 1515年）
- 1628年（寛永5年6月27日） - 大久保忠隣、江戸幕府老中、小田原藩主（* 1553年）
- 1655年（明暦元年6月25日） - 鈴木正三、曹洞宗の僧、仮名草子作家（* 1579年）
- 1655年 - シラノ・ド・ベルジュラック、作家（* 1619年）
- 1741年 - アントニオ・ヴィヴァルディ、作曲家（* 1678年）
- 1750年 - ヨハン・ゼバスティアン・バッハ、作曲家（* 1685年）
- 1793年（寛政5年6月21日） - 林子平、経世論家（* 1738年）
- 1794年 - マクシミリアン・ロベスピエール、フランス革命の指導者（* 1758年）
- 1794年 - ルイ・アントワーヌ・ド・サン＝ジュスト、フランス革命の指導者（* 1767年）
- 1794年 - ジョルジュ・クートン、フランス革命の指導者（* 1755年）
- 1794年 - ジャン＝バティスト・フルーリオ＝レスコー（フランス語版）、パリ市長（* 1761年）
- 1799年 - ジュリアン・ド・パルム、画家（* 1736年）
- 1802年 - ジュゼッペ・サルティ、音楽家、オペラ作曲家（* 1729年）
- 1808年 - セリム3世、オスマン帝国第28代スルタン（* 1761年）
- 1818年 - ガスパール・モンジュ、科学者、工学者（* 1746年）
- 1835年 - エドワール・モルティエ、フランス第一帝政の元帥、首相（* 1768年）
- 1836年 - ネイサン・メイアー・ロスチャイルド、銀行家（* 1777年）
- 1842年 - クレメンス・ブレンターノ、小説家、詩人（* 1778年）
- 1844年 - ジョゼフ・ボナパルト、ナポリ王、スペイン王（* 1768年）
- 1849年 - カルロ・アルベルト、サルデーニャ王（* 1796年）
- 1864年（元治元年6月25日） - 久世広周、江戸幕府老中、関宿藩主（* 1819年）
- 1869年 - ヤン・エヴァンゲリスタ・プルキンエ、解剖学者、生理学者（* 1787年）
- 1869年 - カール・グスタフ・カルス、医師、画家、自然哲学者（* 1789年）
- 1870年（明治3年7月1日） - 阿部正寧、備後福山藩主（* 1809年）
- 1930年 - アルヴァル・グルストランド、医学者（* 1862年）
- 1933年 - 西ノ海嘉治郎 (3代)、大相撲第30代横綱（* 1890年）
- 1937年 - 後藤正、プロ野球選手（* 1912年）
- 1940年 - 大森義太郎、経済学者（* 1898年）
- 1955年 - 宮武外骨、ジャーナリスト（* 1867年）
- 1961年 - 大藤信郎、アニメーション作家（* 1900年）
- 1961年 - 外村繁、小説家（* 1902年）
- 1962年 - フランツ・コンヴィチュニー、指揮者（* 1901年）
- 1963年 - 三好栄子、女優（* 1894年）
- 1965年 - 江戸川乱歩、作家（* 1894年）
- 1968年 - オットー・ハーン、化学者、ノーベル化学賞受賞者（* 1879年）
- 1970年 - 冠松次郎、登山家（* 1883年）
- 1973年 - 山根徳太郎、考古学者（* 1889年）
- 1990年 - 安部ヨリミ、小説家（* 1899年）
- 1990年 - ジル・エズモンド、女優（* 1908年）
- 1992年 - 山田秀三、アイヌ語地名研究家、官僚、実業家（* 1899年）
- 1992年 - 鈴木敬三、歴史学者、國學院大學名誉教授（* 1913年）
- 1999年 - トリグヴェ・ホーヴェルモ、経済学者（* 1911年）
- 2001年 - 山田風太郎、小説家（* 1922年）
- 2002年 - アーチャー・マーティン、化学者（* 1910年）
- 2002年 - ゲルハルト・ヴェッセル、軍人、官僚（* 1913年）
- 2003年 - 伊藤孝二郎、新潟県北蒲原郡黒川村村長（* 1923年）
- 2003年 - 宇野晃司、俳優、ダンス講師（* 1924年）
- 2004年 - フランシス・クリック、分子生物学者（* 1916年）
- 2004年 - 新井明、実業家、元日本経済新聞社社長（* 1925年）
- 2005年 - 住友元夫、実業家、元住友精密工業会長（* 1912年）
- 2006年 - 天野勝、プロゴルファー（* 1942年）
- 2007年 - 三田勝茂、実業家、元日立製作所社長（* 1924年）
- 2007年 - カール・ゴッチ、プロレスラー（* 1924年）
- 2007年 - バオ・ロン、ベトナム皇太子（* 1936年）
- 2009年 - 川村カオリ、歌手、女優、ファッションモデル（* 1971年）
- 2011年 - 板倉正男、元プロ野球選手（* 1927年）
- 2011年 - 松尾徹人、政治家、元高知県高知市長（* 1947年）
- 2012年 - 伏木和雄、政治家（* 1928年）
- 2012年 - 西尾忠久、コピーライター、評論家（* 1930年）
- 2012年 - 川島實、政治家（* 1936年）
- 2012年 - 西島章次、経済学者（* 1949年）
- 2012年 - 中野純子、女流漫画家（* 1967年）
- 2013年 - アイリーン・ブレナン、女優（* 1932年）
- 2013年 - 山本佐門、政治学者、北海学園大学名誉教授（* 1942年）
- 2013年 - 戸井十月、作家、ルポライター、映像ディレクター（* 1948年）
- 2014年 - 水島廣雄、民法学者、実業家、東洋大学名誉教授、そごう元社長（* 1912年）
- 2014年 - セオドア・ヴァン・カーク、軍人、B-29エノラ・ゲイ号乗組員（* 1921年）
- 2014年 - 中山純子、俳人（* 1927年）
- 2014年 - ジェームズ・シゲタ、俳優、歌手（* 1933年）
- 2015年 - 明田功、政治家、元京都府八幡市長（* 1943年）
- 2015年 - 5代目稀音家六四郎、長唄三味線方、長唄稀音家流家元5世（* 1957年）
- 2015年 - 泉政行、俳優（* 1980年）
- 2019年 - 水野清、政治家、第47代建設大臣、第8代総務庁長官（* 1925年）
- 2019年 - 勝又行雄、プロボクサー、ボクシング指導者（* 1934年）
- 2019年 - 島香裕、声優（* 1949年）
- 2019年 - ルーク・ファンミル、元プロ野球選手（* 1984年）
- 2020年 - ジゼル・アリミ、弁護士、フェミニスト活動家、政治家（* 1927年）
- 2020年 - ダイアナ・ラッセル、フェミニスト活動家、作家（* 1938年）
- 2020年 - アレクサンドル・アクシニン、陸上競技選手、1980年モスクワ五輪金メダリスト（* 1954年）
- 2021年 - 黒川武、労働運動家、元日本労働組合総評議会議長（* 1928年）
- 2021年 - オレグ・バクラーノフ、政治家（* 1932年）
- 2021年 - 武腰敏昭、陶芸家、金沢学院大学名誉教授（* 1940年）
- 2021年 - 江田五月、政治家、第86代法務大臣（* 1941年）
- 2021年 - ロベルト・カラッソ、作家、出版人（* 1941年）
- 2022年 - 高柳俊一、英文学者、神学者（* 1932年）
- 2022年 - ギル・ヘイズ、プロレスラー（* 1939年）
- 2023年 - マルティン・ヴァルザー、小説家、劇作家（* 1927年）
- 2023年 - 服部利之、調教師（* 1958年）
- 2024年 - ミハイル・ティス・エラザス、歴史家、作家、元ギリシャ王国・デンマーク王国王子（* 1939年）
- 2024年 - 馬場裕一、麻雀ライター（*1959年）
- 2024年 - ダグ・クリーク、プロ野球選手（*1969年）
- 2024年 - レイエス・モロンタ、元プロ野球選手（*1993年）
- 2025年 - ジャック・ブルームフィールド、プロ野球選手（*1930年）

### 人物以外（動物など）
- 2012年 - バンブービギン、競走馬（* 1986年）

## 記念日・年中行事
- 世界肝炎デー（ 世界）
世界保健機関が2010年に制定した国際デー。2004年にヨーロッパと中東の患者のグループが10月1日の「国際C型肝炎啓発デー」として始めたのが始まりで、2007年まで実施された。2008年に世界肝炎アライアンスが5月19日の「世界肝炎デー」を制定した。
- 独立記念日（ ペルー）
1821年のこの日、ホセ・デ・サン＝マルティンがペルーのスペインからの独立を宣言した。
- オラフ祭イブ（ フェロー諸島）
- 地名の日（ 日本）
日本地名愛好会が2008年に制定。日付はアイヌ語地名研究家・山田秀三の命日(1992年)であり、地名研究家・谷川健一の誕生日(1921年)であることから[11]。
- 菜っ葉の日（ 日本）
葉物野菜を食べることで夏バテを防ごうと制定された。日付は「7(な)2(っ)8(ぱ)」で「なっぱ」の語呂合わせから[12]。
- なにわの日（ 日本）
「未来わがまち会議」において、「浪速区未来わがまちビジョン」がとりまとめられ、浪速区がもつ多彩な魅力の再発見とその認知度を高めるため、2007年度に制定。日付は「七(な)二(に)八(は)」で「なにわ」(難波・浪速)の語呂合わせから[13]。
- シュタゲの日（ 日本）
ゲーム『STEINS;GATE』で、劇中の2010年のこの日に起こった出来事をきっかけとして物語が始まることから、同作の開発・販売元のMAGES.が2023年に制定し、日本記念日協会より認定を受けた[14]。
- 牛越祭り（ 日本）
宮崎県えびの市の菅原神社で毎年この日に行われる祭礼。400年以上の歴史を持ち、牛に丸太の上を跳び越えさせ、家畜の無病息災や五穀豊穣を祈念する[15]。